# Eleccions al Parlament Europeu de 2014
Entre el 22 i el 25 de maig de 2014, es van celebrar eleccions al Parlament Europeu a tots els estats membres de la Unió Europea (UE), essent la vuitena elecció al Parlament Europeu des de les primeres eleccions directes l'any 1979.

## Context polític i social
Els dies de les eleccions es van decidir pel Consell de la Unió Europea. Les eleccions de 2014 es van dur a terme al maig en comptes del principi de juny, com havia estat el cas d'anteriors eleccions al Parlament Europeu. Aquestes eleccions es van anticipar per donar més temps a l'elecció del president de la Comissió Europea, pel que haurien coincidit amb el cap de setmana de Pentecosta que cau durant les vacances escolars en molts estats membres.
La crisi de la zona euro, part de la recessió global, va començar diversos mesos després de les darreres eleccions al Parlament del juny de 2009. Tot i que afecta la majoria dels estats membres de la UE, les economies més afectades van ser les del sud d'Europa: Grècia, Xipre, Itàlia, Espanya, Portugal, però també Irlanda. Entre altres raons, les mesures d'austeritat afectaren significativament l'aprovació pública del lideratge de la UE. El percentatge dels grecs a favor del lideratge de la UE es va reduir de 32% el 2010 al 19% el 2013, mentre que a Espanya, l'aprovació es va reduir més de la meitat, del 59% el 2008 al 27% el 2013. En general, només quatre dels vint-i-set països membres van aprovar el lideratge de la UE. Peter S. Goodman suggerí que «la desconfiança sobre els tractats i convenis que mantenen unida l'Europa moderna apareix al punt més alt». «Es preveu que els partits del sistema pateixin el seu pitjor paper» des de 1979; s'esperava que els tres partits majoritaris (PPE, PSE, ALDE) obtinguessin en conjunt el 63% dels vots, una pèrdua del 10% des de 2009.
The Economist va estimar el gener de 2014 que els «euroescèptics populistes d'esquerra i dreta podria prendre entre el 16% i 25% dels escons del Parlament, enfront del 12% actual». Euromoney va predir que els «euroescèptics populistes i nacionalistes» guanyarien al voltant de 150 escons al Parlament, gairebé el 20% del total. Un article de Policy Network de febrer 2014 suggerí que tot i l'atenció dels mitjans sobre els partits euroescèptics «sens dubte, segueixen sent modestos en comparació amb» els altres partits majoritaris, però «el seu creixement i la seva intenció de cooperar, signifiquen canvis importants per a la UE i la política europea». En diversos països, s'esperava que els partits populistes d'extrema dreta guanyessin el seu major nombre de vots, incloent França (Front Nacional), Països Baixos (Partit per la Llibertat), Dinamarca (Partit Popular) i Àustria (Partit Liberal). A Grècia, la Coalició de l'Esquerra Radical (SÍRIZA) va liderar les enquestes d'opinió a partir de gener de 2014. A Itàlia, el populista i antisistema Moviment 5 Estrelles, segons les enquestes, s'esperava que fos el segon partit més votat després del Partit Democràtic, amb el 25% dels vots.
El gener de 2014, José Manuel Barroso, president de la Comissió Europea, va afirmar: «Estem veient que, de fet, un augment de l'extremisme d'extrema dreta i de l'extrema esquerra», i va suggerir que l'elecció podria convertir-se en «un festival de retrets infundats contra Europa».

## Programes electorals
- Aliança Lliure Europea: «EFA Manifesto». Arxivat de l'original el 2014-05-21. [Consulta: 1r març 2014].
- Partit de l'Aliança dels Liberals i Demòcrates per Europa «ALDE Manifesto». Arxivat de l'original el 2014-03-01. [Consulta: 1r març 2014].
- Partit Demòcrata Europeu «Manifesto of the European Democratic Party». Arxivat de l'original el 2014-03-05. [Consulta: 1r març 2014].
- Partit Verd Europeu «EGP Common Manifesto». Arxivat de l'original el 2014-05-08. [Consulta: 8 maig 2014].
- Aliança Europea per la Llibertat: «European Alliance for Freedom Political Party Manifesto».
- Partit de l'Esquerra Europea: «European Left Programmatic Platform».
- Partit Popular Europeu: «EPP Manifesto». Arxivat de l'original el 2014-04-24. [Consulta: 24 abril 2014].

## Candidats a la presidència de la Comissió
El Tractat de Lisboa, que entrà en vigor l'1 de desembre de 2009, estableix que el Parlament Europeu ha d'elegir el president de la Comissió Europea (el cap de l'executiu de la UE) basant-se en la proposta del Consell Europeu i tenint en compte el resultat de les eleccions europees (article 17, apartat 2 del TUE). Aquesta disposició s'aplicarà per primera vegada després de les eleccions del 2014.
Basant-se en aquest nou marc legal, almenys dos partits europeus s'han compromès oficialment a designar els seus líders i candidats a la presidència de la Comissió abans de l'elecció de 2014: el Partit Socialista Europeu (PSE), i el Partit Popular Europeu (PPE).
Tot i que el president del PPE ha compromès al partit a posar en marxa «un procés obert, transparent i competitiu per elegir el [seu] candidat a la presidència», alguns dels líders del partit han rebutjat la idea d'un procediment obert, com ara una primària, per designar el candidat del partit a la presidència de la Comissió. Tanmateix, s'estan duent a terme negociacions internes per determinar el perfil que ha de tenir el proper candidat del partit, en les quals els líders més destacats del PPE estan escollint bàndols. El difunt president del PPE, Wilfried Martens, expressà dubtes sobre una possible candidatura del primer ministre polonès, Donald Tusk, mentre que la comissària Viviane Reding ha fet públic el seu suport a un tercer mandat de José Manuel Durão Barroso.
Pel que fa a l'Aliança dels Liberals i Demòcrates per Europa (ALDE), es diu que els seus membres estan tenint «dificultats» per trobar un candidat a la presidència de la Comissió abans de les eleccions de 2014. El partit podria estar valorant la possibilitat de deixar la Comissió en segon pla i concentrar-se en un altre alt càrrec de la UE: el secretari general de l'OTAN, el liberal danès Anders Fogh Rasmussen, és un dels favorits per esdevenir president del Consell Europeu.

### Procés de selecció i primàries
Tot i que el PSE és l'únic partit que s'ha compromès a elegir un candidat pel 2014, s'està produint un debat sobre com dur a terme aquesta selecció a molts altres partits:
- Les primàries del PSE se celebraren el gener de 2014.

Després de la derrota del Partit Socialista Europeu a les eleccions europees de 2009, el Congrés del PSE es reuní a Brussel·les al novembre de 2011 i decidí que el PSE designaria el seu candidat a la presidència de la Comissió mitjançant primàries internes que tindran lloc el gener de 2014 a cadascun dels partits i organitzacions que en formen part. Els partits i organitzacions membres tenen plena llibertat per determinar el procés de votació que faran servir i fins i tot poden obrir-lo als no afiliats.
- El 2004, l'antic eurodiputat conservador britànic Tom Spencer proposà primàries a l'estil estatunidenc pel Partit Popular Europeu.[26]

Es poden fer servir diferents processos de selecció o primàries per sistemes polítics no unitaris com la Unió Europea:

## Temàtiques

### Processos d'independència de Catalunya i Escòcia
Una de les temàtiques que centrarà aquestes eleccions europees en alguns estats és el dels processos d'independència que s'estan produint a Catalunya i Escòcia, car en ambdós casos està previst celebrar un referèndum d'independència durant la tardor de 2014.
A escala europea donen suport al procés d'autodeterminació, de forma més o menys explícita, l'Aliança dels Liberals i Demòcrates per Europa, el Partit Verd Europeu i l'Aliança Lliure Europea, encara que és aquest darrer partit el que aposta més clarament pel dret d'autodeterminació i la independència en el seu programa electoral.

### Crisi econòmica
La situació econòmica de la zona euro i especialment dels països de la conca del Mediterrani són un altre dels temes centrals de la campanya, que té lloc en mig d'un clima de descontentament social prodüit per les retallades efectuades pels diversos governs europeus.

### Crisi política
L'existent crisi política entre Ucraïna i Rússia també ocupa un paper central en la campanya, així com la desafecció amb la política.

## Les eleccions als Països Catalans

### Programes electorals

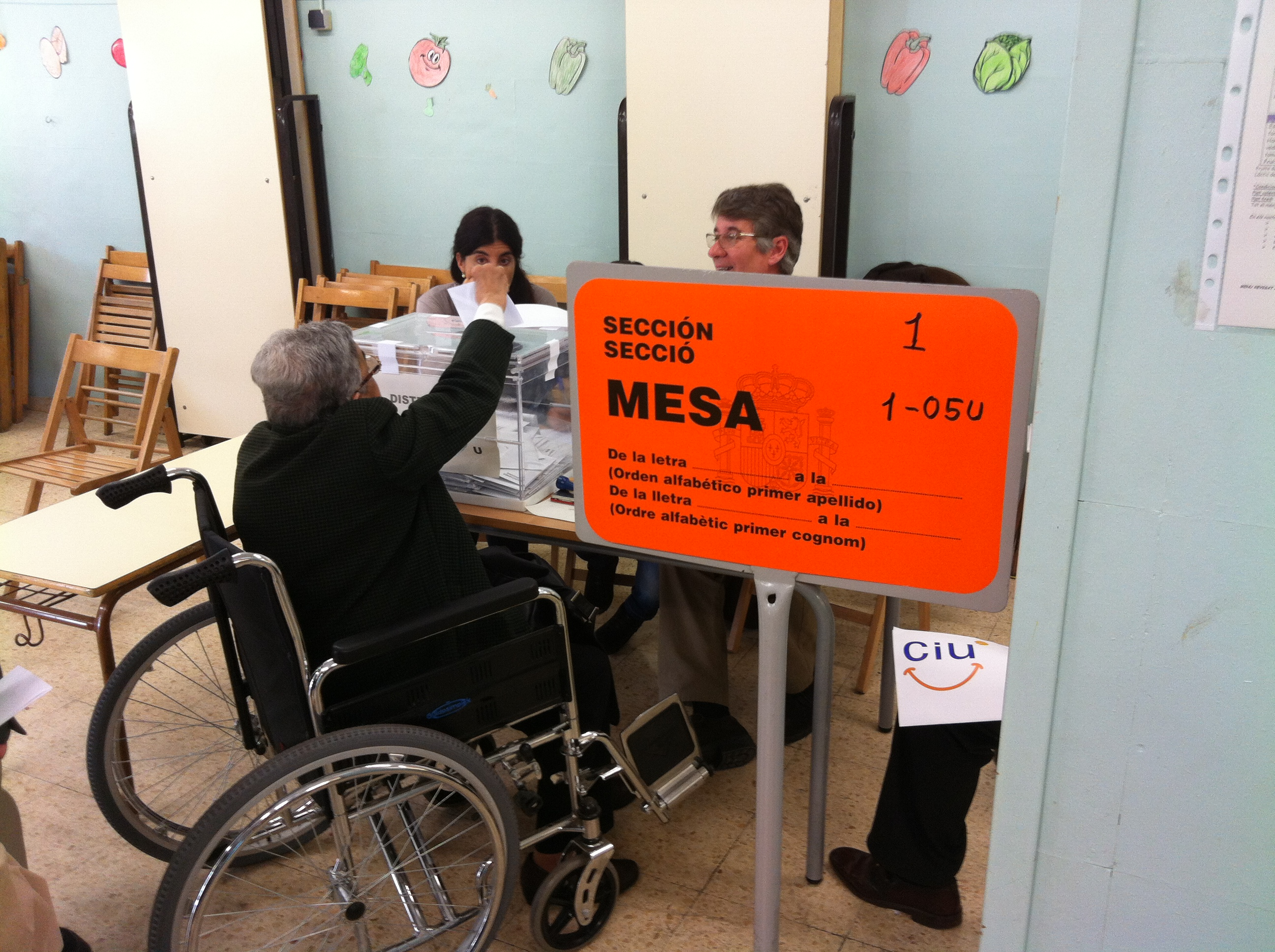
Dona votant en un col·legi electoral de Sabadell, al Vallès Occidental

Amb relació a Catalunya s'especulà que els partits a favor de la consulta sobre la independència podrien concórrer junts a les eleccions europees, encara que al final no fou així. Els programes electorals dels partits catalans pro-consulta (CiU, ERC i ICV-EUiA) advoquen pel dret a decidir del poble català, però únicament la candidatura formada per Esquerra Republicana de Catalunya, Nova Esquerra Catalana i Catalunya Sí defensa explícitament la independència de Catalunya.
- Convergència i Unió: «20 punts per Europa». Arxivat de l'original el 2014-05-12. [Consulta: 9 maig 2014].
- Esquerra Republicana: «Comencem el nou país. Ara, a Europa». Arxivat de l'original el 2014-05-03. [Consulta: 9 maig 2014].
- Partit dels Socialistes de Catalunya: «Manifest electoral». Arxivat de l'original el 2014-05-12. [Consulta: 9 maig 2014].
- Iniciativa per Catalunya Verds-Esquerra Unida i Alternativa: «Democràcia o Troika?».[Enllaç no actiu]
- Compromís: «Per una Europa de les persones».
- Ciutadans: «La fuerza de la unión». Arxivat de l'original el 2014-05-12. [Consulta: 9 maig 2014].

### Candidats
Els candidats catalanoparlants, nascuts o amb residència als Països Catalans dels partits amb representació al Parlament Europeu durant la legislatura 2009-2014 són:
- Esteban González (PP)
- Marie-Thérèse Sanchez-Schmid (UMP)
- Javier López (PSC-PSOE)
- Ramon Tremosa (CDC)
- Josep Maria Terricabras (ERC)
- Ernest Urtasun (ICV)
- Rosa Estaràs (PP)

### Electes
Els electes catalanoparlants, nascuts o amb residència als Països Catalans durant la legislatura 2014-2019 són:
- Esteban González (PP)
- Rosa Estaràs (PP)
- Santiago Fisas (PP)
- Javier López (PSC-PSOE)
- Enrique Guerrero (PSOE)
- Inmaculada Rodríguez-Piñero (PSOE)
- Ramon Tremosa (CDC)
- Francesc Gambús (independent - EPP)
- Josep Maria Terricabras (ERC-NEC-SÍ)
- Ernest Maragall (ERC-NEC-SÍ) / Jordi Solé (ERC-NEC-SÍ)[33]
- Ernest Urtasun (ICV)
- Marina Albiol (IU)
- Jordi Sebastià (Compromís)
- Carlos Jiménez Villarejo (Podem)
- Louis Aliot (FN)
- Javier Nart (C's)
- Juan Carlos Girauta (C's)

## Debats electorals

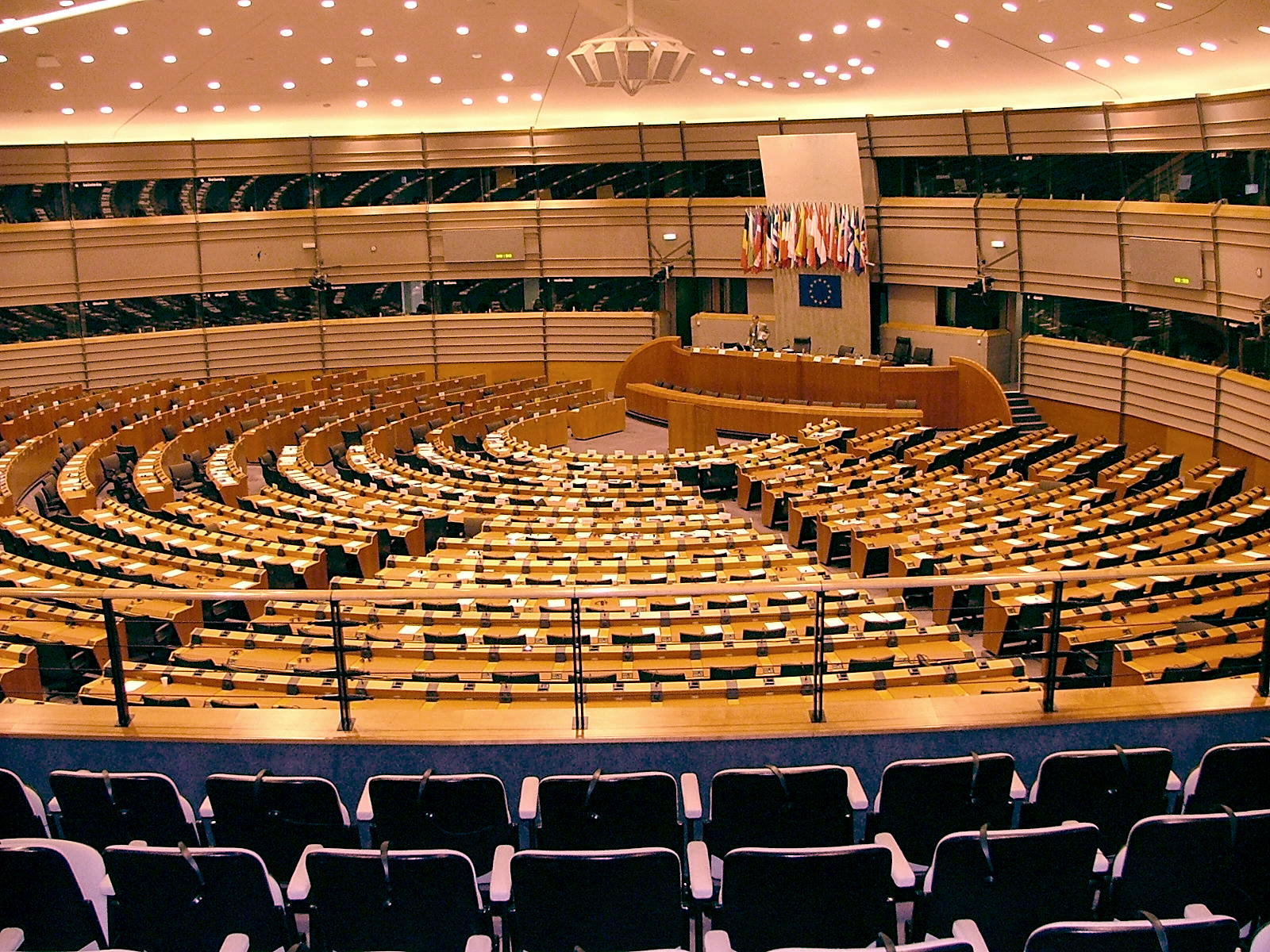
L'hemicicle del Parlament Europeu, a Brussel·les, lloc del debat de la Unió Europea de Radiodifusió.

El principal debat, i l'únic entre cinc candidats, va ser organitzat per la Unió Europea de Radiodifusió el 15 de maig de 2014 i emès per televisions de tot Europa. Hi van participar Jean Claude Juncker, del Partit Popular Europeu; Martin Schulz, del Partit dels Socialistes Europeus; Guy Verhofstadt, del Partit de l'Aliança dels Liberals i Demòcrates per Europa; Ska Keller, del Partit Verd Europeu, i Alexis Tsipras, del Partit de l'Esquerra Europea.
La televisió francesa France 24 i la ràdio Radio France Internationale, per la seva banda, van organitzar el primer debat cara a cara entre Jean-Claude Juncker i Martin Schulz el 9 d'abril de 2014, en francès. Aquest format es repetiria el 8 de maig en les cadenes alemanyes ZDF i ORF en alemany, el 13 de maig a les cadenes franceses La Chaîne Info i Radio France Internationale en francès, i el 20 de maig a la cadena pública alemanya ARD en alemany.
A més, la cadena informativa paneuropea Euronews va organitzar un debat a quatre entre Jean-Claude Juncker, Martin Schulz, Guy Verhofstadt i Ska Keller el 28 d'abril en anglès, format que es repetiria l'endemà per Euranet Plus, un programa emès en ràdios nacionals i regionals de tot Europa, i el 9 de maig a l'European University Institute i emès a RAI News 24.
Finalment, Guy Verhofstadt i Ska Keller, candidats dels liberals i verds respectivament, van realitzar un cara a cara en francès el 19 de maig per a la cadena pública francesa France 2.

## Oposició a les eleccions

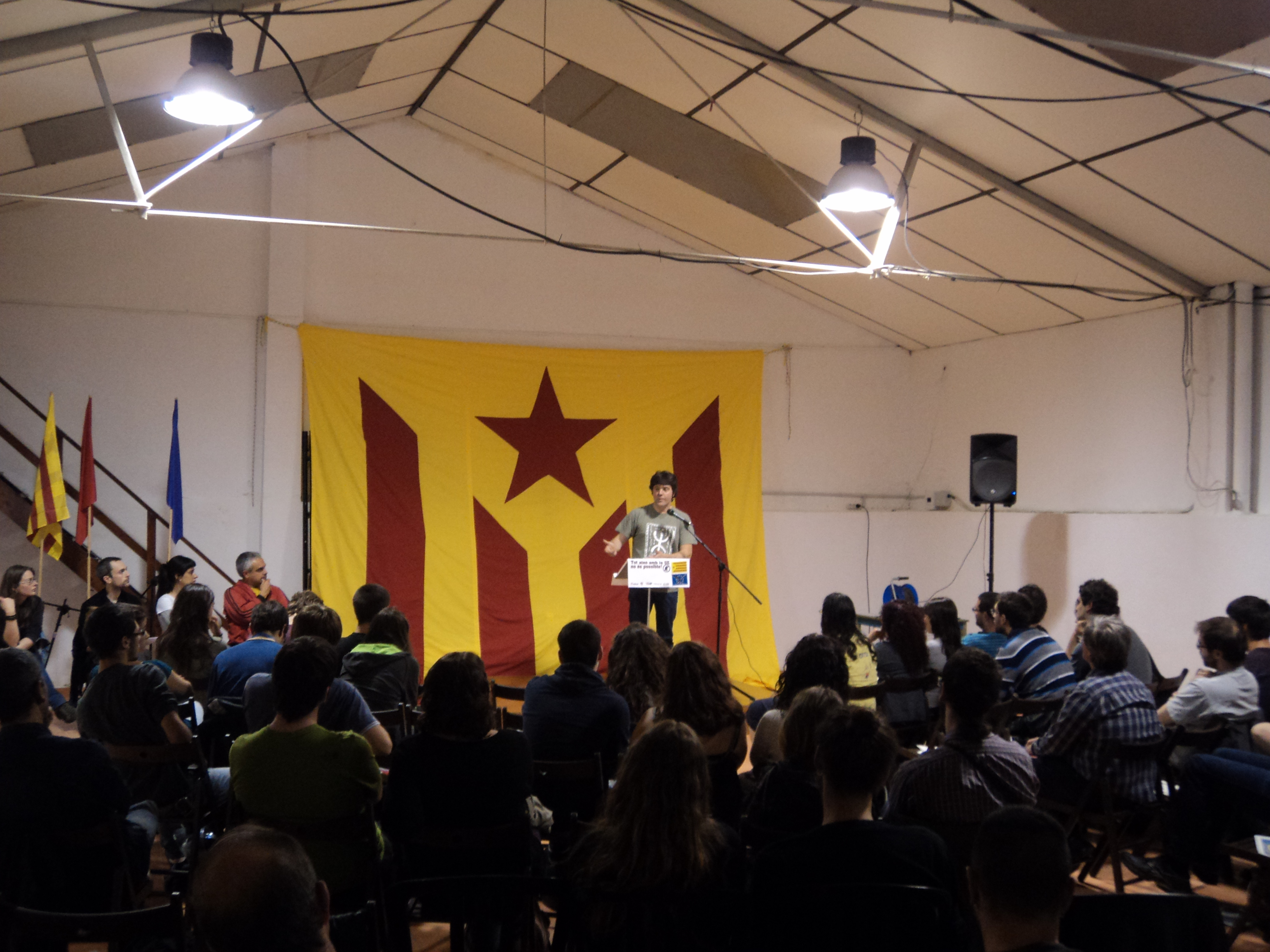
Acte polític al barri de Sant Andreu de Barcelona.

Amb motiu de les eleccions de 2014, l'Esquerra Independentista dels Països Catalans inicià la campanya propagandística «Amb la UE no tenim futur!» per denunciar els danys socials que comporta la Unió Europea. En aquest sentit, la Candidatura d'Unitat Popular (CUP), la Coordinadora Obrera Sindical (COS), Endavant (OSAN), el Sindicat d'Estudiants dels Països Catalans (SEPC) i Arran, s'uniren en l'edició i difusió de cartells, adhesius i periòdics, així com l'organització d'actes polítics. Alguns dels actes més importants es duren a terme al barri de Sant Andreu de Palomar de Barcelona, al barri del Carme de València, a Manacor, i a Capellades.

## Resultats
| Estat           | Grups del Parlament Europeu               | Grups del Parlament Europeu | Grups del Parlament Europeu | Grups del Parlament Europeu | Grups del Parlament Europeu | Grups del Parlament Europeu | Grups del Parlament Europeu          | Grups del Parlament Europeu | Grups del Parlament Europeu | Grups del Parlament Europeu | Grups del Parlament Europeu | Grups del Parlament Europeu | Grups del Parlament Europeu | Grups del Parlament Europeu | Grups del Parlament Europeu | Grups del Parlament Europeu | Grups del Parlament Europeu | Grups del Parlament Europeu                                                      | Diputats | Notes         |     |    |        |
| Estat           | PPE                                       | PPE                         | S&D                         | S&D                         | ALDE                        | ALDE                        | Verds/ALE                            | Verds/ALE                   | CRE                         | CRE                         | EUA-EVN                     | EUA-EVN                     | ELD                         | ELD                         | NI                          | NI                          | Nous                        | Nous                                                                             | Diputats | Notes         |     |    |        |
| --------------- | ----------------------------------------- | --------------------------- | --------------------------- | --------------------------- | --------------------------- | --------------------------- | ------------------------------------ | --------------------------- | --------------------------- | --------------------------- | --------------------------- | --------------------------- | --------------------------- | --------------------------- | --------------------------- | --------------------------- | --------------------------- | -------------------------------------------------------------------------------- | -------- | ------------- | --- | -- | ------ |
| Estat           | Alemanya                                  | 29 (CDU) 5 (CSU)            | −8                          | 27 (SPD)                    | +4                          | 3 (FDP)                     | −9                                   | 11 (B'90/Grüne)             | −3                          |                             |                             | 7 (Linke)                   | −1                          |                             |                             |                             |                             | 7 (AfD) 1 (FW) 1 (Piraten) 1 (TIERSCHUTZ) 1 (NPD) 1 (FAMILIE) 1 (ÖDP) 1 (PARTEI) | Diputats | Notes         | +14 | 96 | [ 47 ] |
| França          | 20 (UMP)                                  | −9                          | 13 (PS, PRG)                | −1                          | 7 (UDI, MoDem)              | −3                          | 6 (EELV, MEI)                        | −6                          |                             |                             | 3 (FG) 1 (AOM)              | −1                          |                             | −1                          | 24 (FN-RBM)                 | +21                         |                             |                                                                                  | 74       | [ 48 ] [ 49 ] |     |    |        |
| Regne Unit      |                                           |                             | 20 (Lab)                    | +7                          | 1 (LibDem)                  | −10                         | 3 (Green) 2 (SNP) 1 (PC)             | +1                          | 19 (Cons.) TBA (UUP)        | −7                          | TBA (SF)                    | TBA                         | 24 (UKIP)                   | +11                         | TBA (DUP)                   | TBA                         |                             |                                                                                  | 73       | [ 50 ]        |     |    |        |
| Itàlia          | 13 (FI) 3 (NCD-UDC) 1 (SVP)               | −18                         | 31 (PD)                     | +10                         |                             | −7                          |                                      |                             |                             |                             | 3 (AE)                      | +3                          | 5 (LN)                      | −4                          |                             |                             | 17 (M5S)                    | +17                                                                              | 73       |               |     |    |        |
| Espanya         | 16 (PP) 1 (UDC)                           | −8                          | 14 (PSOE)                   | −9                          | 1 (CDC) 1 (PNB)             |                             | 2 (ERC-NECat) 1 (ICV) 1 (LPD) 1 (PE) | +3                          |                             |                             | 5 (IU)                      | +4                          |                             |                             | 4 (UPyD)                    | +3                          | 5 (Podem) 2 (C's)           | +7                                                                               | 54       |               |     |    |        |
| Polònia         | 19 (PO) 4 (PSL)                           | -6 0                        | 5 (SLD-UP)                  | −2                          |                             |                             |                                      |                             | 19 (PiS)                    | +4                          |                             |                             |                             |                             |                             |                             | 4 (KNP)                     | +4                                                                               | 51       |               |     |    |        |
| Romania         | 5 (PDL) 2 (UDMR-RMDSZ) 2 (PMP)            | +2                          | 16 (PSD-UNPR-PC)            | +5                          | 6 (PNL)                     | +1                          |                                      |                             |                             |                             |                             |                             |                             |                             |                             | −3                          | 1 (M. Diaconu)              | +1                                                                               | 32       |               |     |    |        |
| Països Baixos   | 5 (CDA)                                   |                             | 3 (PvdA)                    |                             | 4 (D66) 3 (VVD)             | +1                          | 2 (GL)                               | −1                          | 1 (CU)                      |                             | 2 (SP)                      |                             | 1 (SGP)                     |                             | 4 (PVV)                     | −1                          | 1 (PvdD)                    | +1                                                                               | 26       |               |     |    |        |
| Bèlgica         | 2 (CD&V) 1 (CDH) 1 (CSP)                  | −1                          | 3 (PS) 1 (SP.A)             | −1                          | 3 (VLD) 3 (MR)              | =                           | 4 (N-VA) 1 (Groen) 1 (Ecolo)         | +2                          | 0 (LDD)                     | −1                          |                             |                             |                             |                             | 1 (VB)                      |                             |                             |                                                                                  | 21       |               |     |    |        |
| República Txeca | 4 (TOP 09) 3 (KDU-ČSL)                    | +4 +1                       | 4 (ČSSD)                    | −3                          |                             |                             |                                      |                             | 2 (ODS)                     | −7                          | 3 (KSČM)                    | −1                          |                             |                             |                             |                             | 4 (ANO) 1 (Svobodní)        | +5                                                                               | 21       | [ 51 ]        |     |    |        |
| Grècia          | 5 (ND)                                    | −3                          | 2 (ELIA)                    | −6                          |                             |                             |                                      | −1                          |                             |                             | 7 (SÍRIZA) 1 (KKE)          | +5                          |                             | −2                          |                             |                             | 3 (XA) 2 (Potami) 1 (ANEL)  | +6                                                                               | 21       |               |     |    |        |
| Hongria         | 11 (Fidesz-MPP) 1 (KDNP)                  | −2                          | 2 (MSZP)                    | −2                          |                             |                             | 1 (LMP)                              | +1                          |                             | −1                          |                             |                             |                             |                             | 3 (Jobbik)                  | 0                           | 2 (DK) 1 (Együtt-PM)        | +3                                                                               | 21       |               |     |    |        |
| Portugal        | 6 (PSD) 1 (CDS-PP)                        | −3                          | 8 (PS)                      | +1                          |                             |                             |                                      |                             |                             |                             | 3 (CDU) 1 (BE)              | −1                          |                             |                             |                             |                             | 2 (MPT)                     | +2                                                                               | 21       |               |     |    |        |
| Suècia          | 3 (M) 1 (KD)                              | −1                          | 6 (S)                       | 0                           | 2 (FP) 1 (C)                | −1                          | 3 (MP)                               | −1                          |                             |                             | 1 (V)                       | 0                           |                             |                             |                             |                             | 2 (SD) 1 (FI)               | +3                                                                               | 20       | [ 52 ]        |     |    |        |
| Àustria         | 5 (ÖVP)                                   | −1                          | 5 (SPÖ)                     |                             | 1 (NEOS)                    | +1                          | 3 (Greens)                           | +1                          |                             |                             |                             |                             |                             |                             | 4 (FPÖ) 0 Others            | +2 −4                       |                             |                                                                                  | 18       |               |     |    |        |
| Bulgària        | 6 (GERB) 1 (RB)                           | +1                          | 4 (KB)                      |                             | 4 (DPS)                     | +1                          |                                      |                             |                             |                             |                             |                             |                             |                             |                             | −2                          | 2 (BBTs)                    | +2                                                                               | 17       |               |     |    |        |
| Finlàndia       | 3 (KOK)                                   | −1                          | 2 (SDP)                     |                             | 3 (KESK) 1 (SFP/RKP)        |                             | 1 (VIHR)                             | −1                          |                             |                             | 1 (VAS)                     | +1                          | 2 (PS)                      | +1                          |                             |                             |                             |                                                                                  | 13       |               |     |    |        |
| Dinamarca       | 1 (K)                                     |                             | 3 (S)                       | −1                          | 2 (V) 1 (RV)                | −1 +1                       | 1 (SF)                               | −1                          |                             |                             | 1 (N)                       |                             | 4 (DF)                      | +2                          |                             |                             |                             |                                                                                  | 13       | [ 53 ]        |     |    |        |
| Eslovàquia      | 2 (KDH) 2 (SDKÚ) 1 (SMK-MKP) 1 (Most-Híd) |                             | 4 (Smer)                    | −1                          | 1 (SaS)                     |                             |                                      |                             |                             |                             |                             |                             |                             |                             |                             | −1                          | 1 (OĽaNO) 1 (Nova)          | +2                                                                               | 13       |               |     |    |        |
| Croàcia         | 4 (HDZ) 1 (HSS)                           | -1 +1                       | 3 (SDP)                     | −2                          | 1 (HNS)                     | +1                          | 1 (ORaH)                             | +1                          | 1 (HSP-AS)                  |                             |                             | −1                          |                             |                             |                             |                             |                             |                                                                                  | 11       |               |     |    |        |
| Irlanda         | (FG)                                      |                             | (Lab)                       |                             | (FF)                        |                             | (Greens)                             |                             |                             |                             | (SF)                        |                             |                             |                             |                             |                             |                             |                                                                                  | 11       |               |     |    |        |
| Lituània        | 2 (TS-LKD)                                | –2                          | 2 (LSDP)                    | −1                          | 2 (LRLS) 1 (DP)             | +1                          |                                      |                             | 1 (Koalicija)               |                             |                             |                             | 2 (TT)                      |                             |                             |                             | 1 (LVŽS)                    | +1                                                                               | 11       |               |     |    |        |
| Letònia         | 4 (Vienotība)                             |                             | 1 (Saskaņa)                 |                             |                             | −1                          | 1 (LKS)                              |                             | 1 (NA)                      |                             |                             |                             |                             |                             |                             |                             | 1 (ZZS)                     | +1                                                                               | 8        |               |     |    |        |
| Eslovènia       | 3 (SDS) 2 (NSi-SLS)                       | 2                           | 1 (SD)                      | −1                          |                             | −2                          |                                      |                             |                             |                             |                             |                             |                             |                             |                             |                             | 1 (Verjamem) 1 (DeSUS)      | 2                                                                                | 8        | [ 54 ]        |     |    |        |
| Xipre           | 2 (DISY-EVROKO)                           |                             | 1 (EDEK-KOP) 1 (DIKO)       |                             |                             |                             |                                      |                             |                             |                             | 2 (AKEL)                    |                             |                             |                             |                             |                             |                             |                                                                                  | 6        |               |     |    |        |
| Estònia         | 1 (IRL)                                   | =                           | 1 (SDE)                     | =                           | 2 (REF) 1 (KE)              | +1 −1                       | 1 (I. Tarand)                        | =                           |                             |                             |                             |                             |                             |                             |                             |                             |                             |                                                                                  | 6        |               |     |    |        |
| Luxemburg       | 3 (CSV)                                   |                             | 1 (LSAP)                    |                             | 1 (DP)                      |                             | 1 (Gréng)                            |                             |                             |                             |                             |                             |                             |                             |                             |                             |                             |                                                                                  | 6        |               |     |    |        |
| Malta           | 2 (PN)                                    |                             | 4 (PL)                      |                             |                             |                             |                                      |                             |                             |                             |                             |                             |                             |                             |                             |                             |                             |                                                                                  | 6        |               |     |    |        |
| Total           |                                           |                             |                             |                             |                             |                             |                                      |                             |                             |                             |                             |                             |                             |                             |                             |                             |                             |                                                                                  | Diputats | Notes         |     |    |        |
| Total           | PPE                                       | PPE                         | S&D                         | S&D                         | ALDE                        | ALDE                        | Verds/ALE                            | Verds/ALE                   | CRE                         | CRE                         | EUA-EVN                     | EUA-EVN                     | ELD                         | ELD                         | NI                          | NI                          | Nous                        | Nous                                                                             | Diputats | Notes         |     |    |        |
| Total           | 210                                       | 210                         | 188                         | 188                         | 56                          | 56                          | 49                                   | 49                          | 44                          | 44                          | 41                          | 41                          | 38                          | 38                          | 40                          | 40                          | 71                          | 71                                                                               | 751      |               |     |    |        |

## Esdeveniments paral·lels

### Recollida de signatures per la independència
La campanya de recollida de signatures per la independència de Catalunya anomenada Signa un vot per la independència, impulsada des de l'any 2013 per l'Assemblea Nacional Catalana, va ésser prohibida durant la jornada de reflexió i la jornada de votació de les eleccions europees per part de la Junta Electoral Central del Regne d'Espanya.

### Multireferèndum 2014

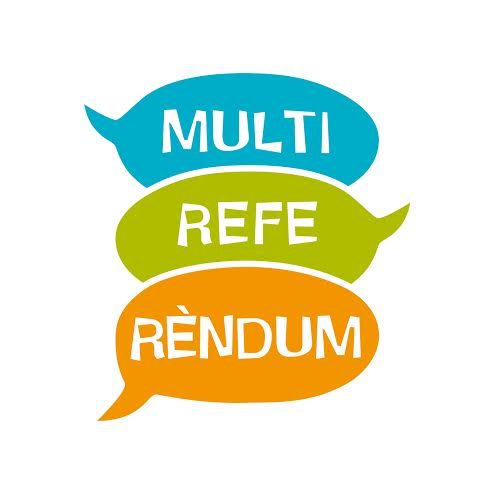
Logotip del Multireferèndum

L'1 de juny de 2013, Som lo que Sembrem i la Plataforma Aturem el Fracking s'agruparen per organitzar una consulta ciutadana multitemàtica a Catalunya, coincidint amb els comicis comunitaris de 2014. Posteriorment, s'hi afegiren la Xarxa per la sobirania energètica, la Candidatura d'Unitat Popular (CUP), la Plataforma per l'Auditoria ciutadana del Deute, la Plataforma Aturem Barcelona World, la Plataforma No a la MAT i l'Assemblea del Multireferèndum. Amb aquesta iniciativa, les diferents entitats volien sotmetre a referèndum diverses qüestions, considerades com a imposades i contràries al sentit comú de la població, per tal d'aconseguir que s'expressés la voluntat popular de forma directa, determinant i vinculant, davant de la imposició de decisions contràries al sentit comú de la població.
La consulta comptà amb quatre preguntes de temàtica general i una de local. Les generals giraren entorn dels cultius i aliments transgènics, al dret a referèndum vinculant per a les Iniciatives Legislatives Populars (ILP), al deute il·legítim i al control democràtic i directe de l'energia. Pel que fa a la pregunta de temàtica local, aquesta fou diferent en funció del territori. Al Tarragonès, Alt Camp i Baix Camp es preguntà sobre el projecte Barcelona World; a la Selva, Pla de l'Estany, Gironès, Alt Empordà i Baix Empordà es feu sobre les línies de Molt Alta Tensió (MAT); i a Lleida es feu sobre la municipalització del servei de l'aigua de la ciutat.
A la consulta hi van poder participar tota persona major de 16 anys i resident a la comunitat autònoma de Catalunya. Pel que fa als mitjans de votació es va poder fer via electrònica al web de l'entitat entre el 23 d'abril i el 21 de maig; via vot anticipat en determinats centres socials i espais públics, entre el 17 i el 24 de maig; o vot directe a les taules properes als col·legis electorals el mateix 25 de maig. Els Mossos d'Esquadra, per ordre de la Junta Electoral Central i el Tribunal Suprem van impedir la seva celebració.
Durant el seu mandat va impedir la celebració d'un multireferèndum promogut per la Candidatura d'Unitat Popular (CUP) i diversos col·lectius de l'espai que esdevindria Catalunya en Comú,